# 鄂赤瓟
鄂赤瓟（学名：Thladiantha oliveri）为葫芦科赤瓟属的植物，是中国的特有植物。分布于中国大陆的湖北、四川、甘肃、陕西、贵州等地，生长于海拔660米至2,100米的地区，一般生长在灌丛、山坡路旁以及山沟湿地，目前尚未由人工引种栽培。

## 别名
苦瓜蔓（陕西佛坪）、野瓜（湖北恩施）、野苦瓜藤（四川）、水葡萄（甘肃）